# Celibat
Celibát je prostovoljno izbran stan neporočenosti oz. vzdržnost od spolnih odnosov navadno iz verskih razlogov. Praksa je značilna za katoliške duhovnike, redovnike (moške in ženske) in nekatere laike ter verske uslužbence v nekaterih hindujskih in budističnih redovih.
V Rimskokatoliški cerkvi je predpisan za duhovnike mašnike in za škofe. Diakoni so lahko poročeni, če gre za stalni diakonat in ne le za vmesno stopnjo na poti k mašniškemu oziroma škofovskemu posvečenju. Izjemo predstavljajo poročeni duhovniki, ki so se spreobrnili v katolištvo. 
V pravoslavju velja, da poročen moški lahko prejme diakonsko ali mašniško posvečenje, ne more pa prejeti škofovskega. Ob tem večina pravoslavnih Cerkva ne dopušča poroke za moške, ki so pred tem že prejeli posvečenje.

## Katoliška cerkev

### Stališče
V Cerkvi je svobodna izbira laikov in posvečenih za zavezanost neporočenosti in vzdržnosti od spolnih odnosov posledica odločitve, osnovane na duhovnem poklicu za trajno in nerazdeljeno služenje božjemu kraljestvu. Povezuje se s poistovetenjem s Kristusom, razpoložljivostjo drugim, samoobvladovanjem in krepostjo čistosti, k čemur so poklicani vsi kristjani in ki je obenem božji dar (prim. KKC 1579, 1658, 2349).
Čistost je predpostavljena tako za spolnost v zakonskem življenju, ki je videna kot dar, usmerjen k življenju, ljubezni in rodovitnosti; kot vzdržnost v celibatu, ki ne pomeni izključitve ljubezni ali afektivnosti. V katolištvu namreč celibat temelji na poklicanosti k ljubezni, velikodušni podaritvi samega sebe, in je potrditev, ki človeku omogoča v polnosti ljubiti Boga in preko njega svoje bližnje.
Odločitev za celibat ni izključno omejena na določen položaj v Cerkvi: živijo ga duhovniki in škofje, redovniki in tudi številni laiki, ki sledijo specifičnemu duhovnemu poklicu, ne da bi se pri tem razlikovali od drugih vernikov.
V poistovetenju s Kristusom in persona Christi kot ženinom Cerkve (prim. Lk 18,28–30, Ef 5,25–27, Raz 21,1–9) in popolno izročitvijo življenja posvečeni opozarjajo na stanje v božjem kraljestvu, v katerem se ne bodo ne ženili ne možile (prim. Mt 22,30). Celibat tako ni nepotreben del duhovništva, uveljavljen kot izročilo zaradi askeze, temveč osebna prepričanost do deležnosti Kristusovega duhovništva in njegovega načina življenja.

### Zgodovina

#### Zgodnje krščanstvo
Najzgodnejši besedilni viri, ki so določali spolno vzdržnost že poročenih klerikov in njihovo samskost, so iz 4. stoletja: koncili oz. sinode v Elviri 305, Ankiri in Arlesu 314, Niceji 325, dekretali papeža Siricija 385 in koncil v Kartagini 390. Na njem je bilo soglasno sprejeto: "Kakor je bilo prej rečeno, je primerno, da se škofi in božji duhovniki, kakor tudi leviti, se pravi tisti, ki so v službi božjih zakramentov, držijo popolne zdržnosti, da bi lahko v vsej preprostosti prejeli, kar prosijo Boga; kar učijo apostoli kar je upoštevala starodavnost, tudi mi storimo tako, da to ohranimo [...] vsem nam je po volji, da se škof, duhovnik in diakon, varuhi čistosti, zdržijo zakonskega odnosa s svojo ženo, da bi ohranili popolno čistost tisti, ki so v službi oltarja." Med drugim so disciplino zagovarjali naslednji antični krščanski avtorji: sv. Ambrož, Ciril Jeruzalemski, Avguštin, Hieronim.
Za obdobje pred tem, ko so se krščanske skupnosti šele oblikovale, nekateri avtorji pravijo, da jasnih dokazov o dejanskem stanju celibata ali obče veljavnih določilih ni, drugi pa, da sta vzdržnost in kasneje celibat neločljivo povezana z duhovništvom ter apostolskega izvora (prim. 1 Kor 7,1–16 in izjavo iz koncila v Kartagini). Nekateri antični avtorji so poveličevali devištvo in (včasih heretično) zagovarjali, da bi se morali vsi kristjani odpovedati zakonu, medtem ko so bili drugi zakonu naklonjeni, čeprav so prednjačili celibat. Janez Zlatousti je npr. o tem zapisal: "Črtiti zakon pomeni hkrati zmanjševati slavo devištva; hvaliti ga pomeni povzdigovati občudovanje, ki ga dolgujemo devištvu." Kljub morebitnim dualističnim težnjam ni mogoče z gotovostjo trditi, da bi celibat izviral iz razvrednotenja zakona in pretirane askeze. Z nekaj izjemami sta se v naslednjih stoletjih uveljavili dve obliki celibata: redovniški in duhovniški.

#### Srednji vek in reformacija
Disciplina se je v zgodnjem srednjem veku uradno utrjevala s papeževanjem Leona I. (440–461), na sinodah v Toursu in Toledu (576 in 633) ter z Gregorjem I. (590–604), toda v praksi se ni strogo uveljavljala. Kljub uradnemu stališču Cerkve, ki je poudarjalo pomen celibata, so vse do 10. stoletja številni duhovniki, predvsem tisti, ki so živeli na podeželju in celo nekateri škofje, bili poročeni in imeli družine.
Medtem se je ob koncu 7. stoletja zaradi Trulanske sinode nakazal eden od razlogov za prelom z Vzhodno cerkvijo, saj je bilo na njej določeno, da so poročeni lahko posvečeni v diakone ali duhovnike. Poroka po posvetitvi vseeno ni bila možna in tudi škofje so bili izbrani izključno med neporočenimi. Zahodna cerkev te sinode ne priznava.
V 11. stoletju se s klinijskimi oz. gregorijanskimi reformami papežev Leona IX. in Gregorja VII. razmere v Cerkvi uredijo. Glavne točke prenove so bili poleg utrditve duhovniškega celibata ukrepi proti simoniji in laični investituri, ki so bili v cerkveno pravo zapisani na lateranskih koncilih 1123 in 1139. V navezavi na 3. sklep iz prvega nicejskega koncila je bilo na koncilih določeno, da duhovniki, diakoni in subdiakoni ne smejo živeti v zakonski skupnosti z ženo, sicer bodo izgubili cerkveno službo, da so že obstoječi takšni zakoni neveljavni in da laiki ne smejo biti navzoči pri maši, ki jo obhaja klerik, ki ima ženo oz. priležnico. Nasprotniki reforme so zatrjevali, da bi moral biti duhovniški celibat prepuščen izbiri posameznika, zagovorniki pa so vzdržnost pojasnjevali ob svetopisemski podlagi z naravo duhovništva in izročilom.
Vprašanje duhovniškega celibata se zopet pojavi v 15. in 16. stoletju, predvsem zaradi vse večje sekularizacije Cerkve, privlačnosti duhovniškega stanu med revnimi, ki se za to niso čutili poklicane, in prestopkov renesančnih papežev, med drugim Aleksandra VI. in Leona X. Ob reformaciji nastale cerkve so celibat zavračale, saj papeža in izročila niso priznavale. Reformatorji so v njem videli posredno razvrednotenje zakona in razlog za razuzdanost. Naravo posvečenosti so dojemali drugače in poudarjali so duhovništvo, skupno vsem vernim. Tako so se Zwingli, Luther, Melanchton in Calvin tudi sami poročili. S tridentinskim koncilom (1545–63) in katoliško prenovo, ki je med drugim zahtevala temeljitejšo izobrazbo duhovništva, se je celibat ponovno utrdil.

#### 20. stoletje in danes
V prvi polovici 20. stoletja se v splošnem vračanju k zgodnjemu krščanstvu razširi zavest o celibatu laikov, kot ga npr. živijo nekateri člani tretjih redov ali del vernikov Opus Dei. To je ob širjenju sporočila o poklicanosti vseh k svetosti kasneje potrdil drugi vatikanski koncil (1962–65). Na njem je tudi duhovniški celibat postal pomembna točka razprave in sprejeto je bilo, da lahko v službo stalnih diakonov vstopajo tudi moški, ki so poročeni. Ti morajo biti primerno teološko izobraženi, na dobrem glasu (viri probati) in imeti privolitev žene. Kljub pokoncilskim pozivom nekaterih katoličanov k odpravi obveznega duhovniškega celibata ga je papež Pavel VI. z okrožnico Sacerdotalis caelibatus 1967 ponovno potrdil, kasneje pa tudi Janez Pavel II. V apostolski spodbudi Dal vam bom pastirjev je navezavi na koncil 1992 zapisal naslednje:
Sinodalni očetje so jasno in odločno izrazili svojo misel s pomembno Predlogo (Propositio), ki zasluži, da jo navedemo dobesedno in v celoti: "Sinoda, ne glede na ustaljeno disciplino Vzhodnih Cerkva, prepričana, da je popolna čistost v duhovniškem celibatu karizma, spominja duhovnike, da čistost pomeni neprecenljiv božji dar za Cerkev in predstavlja preroško vrednoto za sedanji svet. Ta sinoda ponovno in odločno potrjuje, kar zahteva Latinska Cerkev in nekateri vzhodni obredi, da se namreč duhovništvo podeljuje samo tistim možem, ki so prejeli od Boga dar poklica za samsko čistost (brez predsodkov glede tradicije nekaterih Vzhodnih Cerkva in posebnih primerov poročenega klera, ki izhaja iz spreobrnjenj h katolištvu, za katere se daje izjema v okrožnici Pavla VI. o duhovniškem celibatu, št. 42). Sinoda ne želi nikogar pustiti v dvomu glede odločne volje Cerkve, da ohranja zakon, ki zahteva prostovoljno izbran in trajen celibat za kandidate za duhovniško posvečenje po latinskem obredu. Sinoda spodbuja, naj se celibat predstavlja in razlaga v njegovem polnem svetopisemskem, teološkem in duhovnem bogastvu kot dragocen dar, dan od Boga svoji Cerkvi in kot znamenje božjega kraljestva, ki ni od tega sveta, znamenje božje ljubezni do tega sveta in nedeljene duhovnikove ljubezni do Boga in do božjega ljudstva, tako da se na celibat gleda kot na pozitivno obogatitev duhovništva."
Možnost posvečevanja preizkušenih poročenih mož (viri probati) kot izjemo je papež Frančišek preučil ob Sinodi o Amazoniji, saj so nekateri škofje v tem videli rešitev za hudo pomanjkanje duhovnikov na tem področju. Toda v posinodalni spodbudi, Ljubljena Amazonija (Querida Amazonia), papež izjeme ni odobril. Osrednje teme sinode so bile sicer skrb za okolje in možnosti trajnostnega razvoja, socialna stiska, zaščita kulture, misijonska dejavnost in vloga laikov. Frančišek je z besedami Pavla VI. leto pred tem na poti iz Paname v Rim dejal, da bi "raje dal življenje, kot pa spremenil zakon o celibatu."

## Pravoslavna cerkev
Vzhodne pravoslavne Cerkve upoštevajo prvo skupino celibatnih ukrepov, namreč tiste, ki so bili sprejeti še pred veliko shizmo: škofje ne smejo biti poročeni, za nižjo duhovščino pa velja prepoved poroke po duhovniškm posvečenju. Pred posvečenjem se bodoči pop lahko poroči, saj pravoslavne Cerkve ne upoštevajo ukrepov, ki so bili sprejeti v katoliški Cerkvi po razkolu.